# Anisodes pauper
Anisodes pauper är en fjärilsart som beskrevs av Butler 1887. Anisodes pauper ingår i släktet Anisodes och familjen mätare. Inga underarter finns listade i Catalogue of Life.